# Friedrich von der Wense
Friedrich Julius Joseph von der Wense (* 8. Februar 1812 in Kostenthal, Kreis Cosel, Provinz Schlesien; † 22. April 1880 in Wiesbaden) war ein preußischer Generalmajor.

## Leben

### Herkunft
Friedrich entstammte dem niedersächsischen Adelsgeschlecht Wense. Er war ein Sohn des gleichnamigen preußischen Hauptmanns a. D. und Steuerrendanten Friedrich von der Wense (1779–1861) und dessen Ehefrau Karoline, geborene Hampel. Sein Bruder Otto (1832–1909) wurde ebenfalls preußischer Generalmajor.

### Militärkarriere
Wense besuchte die Kadettenhäuser in Kulm und Berlin. Anschließend wurde er am 28. Juli 1829 als Portepeefähnrich dem 40. Infanterie-Regiment der Preußischen Armee in Mainz überwiesen. Mitte Februar 1831 avancierte er zum Sekondeleutnant und war ab 1837 zunächst Bataillonsadjutant sowie ab 1838 Regimentsadjutant. Am 29. Juli 1847 zum Premierleutnant befördert, wurde er am 16. Januar 1849 als Adjutant der 15. Infanterie-Brigade nach Köln kommandiert. 1849 nahm Wense bei der Niederschlagung des Pfälzischer Aufstandes sowie der Badischen Revolution an den Gefechten bei Rinnthal, Kuppenheim und Iffezheim teil. Daran schloss sich Kommandierungen als Adjutant der 1. Division in Baden sowie bei der 16. Infanterie-Brigade an. Unter Belassung in dieser Stellung wurde er Mitte Oktober 1851 als Hauptmann à la suite des 28. Infanterie-Regiments gestellt und am 4. Mai 1852 als Adjutant der 31. Infanterie-Brigade kommandiert. Unter vorläufiger Belassung in diesem Kommando erfolgte am 3. April 1855 seine Versetzung in das 30. Infanterie-Regiment und ab dem 27. Januar 1856 versah Wense seinen Dienst als Kompaniechef. Mit der Beförderung zum Major wurde er am 3. Februar 1859 als Kommandeur des III. Bataillons im 29. Landwehr-Regiment nach Simmern/Hunsrück versetzt. Am 8. Mai 1860 wurde er als Bataillonsführer zum 29. kombinierte Infanterie-Regiment kommandiert aus dem Anfang Juli 1860 das 7. Rheinische Infanterie-Regiment Nr. 69 hervorging. Wense wurde Kommandeur des Füsilier-Bataillons und stieg Mitte Mai 1863 zum Oberstleutnant auf.
Am 3. April 1866 erfolgte seine Versetzung als Kommandeur des 3. Brandenburgischen Infanterie-Regiments Nr. 20 nach Küstrin und avancierte Anfang Juni 1866 zum Oberst. Im folgenden Krieg führte Wense sein Regiment bei der Mainarmee in den Kämpfen bei Hünfeld, Hammelburg, Werbach, Helmstadt und Roßbrunn. Dafür wurde er am 20. September 1866 mit dem Kronen-Orden III. Klasse mit Schwertern ausgezeichnet. In Genehmigung seines Abschiedsgesuches wurde er am 7. Juli 1868 mit Pension und der Berechtigung zum Tragen der Regimentsuniform zur Disposition gestellt.
Bei der Mobilmachung anlässlich des Krieges gegen Frankreich wurde er am 18. Juli 1870 als Kommandeur der stellvertretenden 42. Infanterie-Brigade in Frankfurt am Main wiederverwendet. Er erhielt am 28. Februar 1871 den Charakter als Generalmajor und kehrte am 11. Juli 1871 in das inaktive Verhältnis zurück.
Er starb am 22. April 1880 in Wiesbaden.

### Familie
Wense heiratete am 3. Januar 1846 in Mainz Mathilde Haacke (1820–1865). Das Paar hatte Zwillinge:
- Friedrich (1847–1870), preußischer Sekondeleutnant, starb in Bazoche an seiner Verwundung bei Loigny
- Adolf (1847–1895), preußischer Major a. D. ⚭ 1890 Paula König (* 1866)

Nach dem Tod seiner ersten Frau heiratete er am 19. Januar 1867 in Frankfurt am Main Anna Großmann (1822–1900).